# OnePlus 9R
Lo OnePlus 9R è uno smartphone di fascia alta prodotto da OnePlus, annunciato a marzo e commercializzato da aprile 2021.

## Caratteristiche tecniche

### Hardware
Il dispositivo misura 161 x 74.1 x 8.4 mm e pesa 189 grammi. È dotato di un chipset Qualcomm Snapdragon 870 5G (processo produttivo a 7 nm), con CPU octa-core e GPU Adreno 650. È stato commercializzato con 8 o 12 GB di RAM e 128 o 256 GB di memoria interna UFS 3.1 non espandibile.
Supporta le connettività 2G, 3G, 4G, 5G; Wi-Fi 802.11 a/b/g/n/ac/6, dual-band, Wi-Fi Direct, DLNA, hotspot; Bluetooth 5.1, A2DP, LE, aptX HD; GPS, GLONASS, BDS, GALILEO; ha una porta USB-C 3.1 con supporto OTG e l'NFC.
Il display è un Fluid AMOLED da 6.55 pollici con risoluzione Full HD+ (1080 x 2400 pixel), protezione con vetro Gorilla Glass 5, supporto HDR10+ e una densità di pixel di 402 ppi. Il sensore di impronte digitali è posizionato sotto lo schermo.
La fotocamera posteriore è dotata di 4 obiettivi, uno da 48 MP con f/1.7, PDAF, OIS e HDR, uno da 16 MP, f/2.2 (grandangolare), uno da 5 MP, f/2.4 (macro) e uno da 2 MP, f/2.4 (monocromatico), video 4K@30/60fps, gyro-EIS. La fotocamera anteriore è da 16 MP con f/2.4 e registrazione video 1080p@30fps.
La batteria è una batteria ai polimeri di litio da 4500 mAh, con supporto per la ricarica rapida cablata a 65 W.

### Software
Il dispositivo è dotato di sistema operativo Android 10, aggiornabile fino a Android 13, con interfaccia utente OxygenOS 13.